# 萬民英
萬民英（1522年—1603年），字子才，號育吾，大寧都司茂山衛右所軍籍，湖廣江夏縣人，明朝政治人物。

## 生平
嘉靖二十八年（1549年）己酉科順天府鄉試第六十六名舉人。嘉靖二十九年（1550年）中式庚戌科會試第一百三十六名，登第三甲第一百六十六名進士。授武进县知县，三十五年行取，选授河南道御史、巡视山海关，三十八年外迁山东佥事，不久改任福建兴泉道兵备佥事，抵御倭寇，加布政司右參議。因母亲赵孺人去世，辞官归乡守制。里居凡四十有余年，萬曆三十一年卒，享年八十二。

## 著作
撰有《三命通會》《星學大成》等命理書，皆收入《四庫全書》之中，評價甚高。
所著释有《易经会解》、《三命通会》、《星学大成》、《兰台妙选》、《文始真经》、《阴符经》、《相字心易》行于世，《道德经解》、《宗教易简录》、《言志漫稿》、《菊花谱》藏于家。

## 家族
曾祖萬源；祖父萬敬，義官；父萬魁，縣主簿。嫡母周氏；生母趙氏。慈侍下。弟萬民範（贡士）。五子：景淳、景熙、景韶、景新、景昌。